# Eleonora Jenko Groyer
Eleonora Jenko Groyer, född 1879, död 1959, var en slovensk läkare. Hon blev 1907 den första kvinnliga läkaren i Slovenien.